# Chris Schulenburg

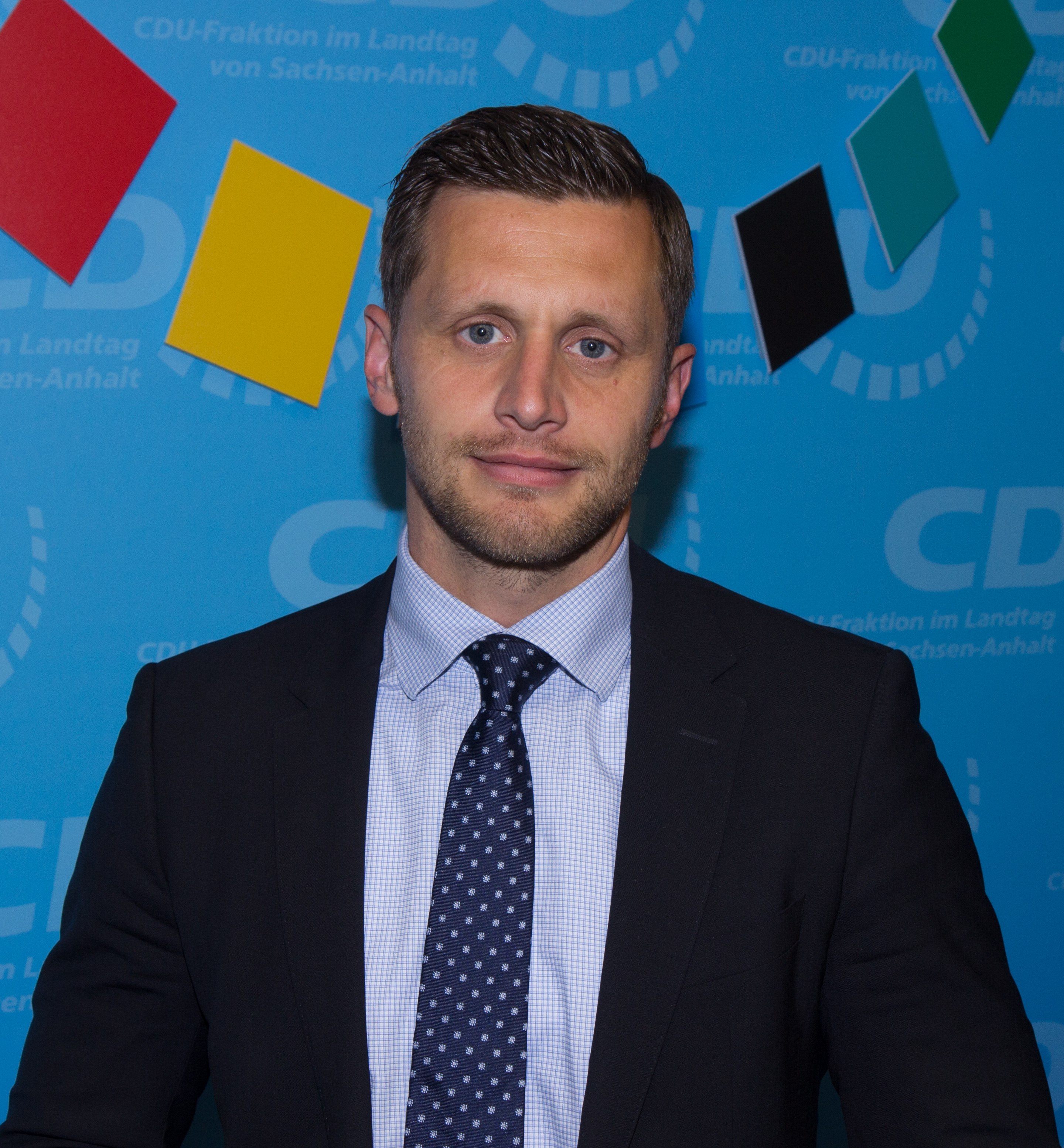
Chris Schulenburg, 2018

Chris Schulenburg (* 7. Juni 1980 in Havelberg) ist ein deutscher Politiker der CDU und seit 2016 Abgeordneter im Landtag von Sachsen-Anhalt.

## Leben
Schulenburg wuchs in Sandau auf, besuchte die dortige Grundschule und wechselte im Anschluss auf das Gymnasium in Havelberg. Nach dem Abitur 1999 trat er in den Polizeidienst ein. Er absolvierte eine Ausbildung bei der Berliner Polizei und nahm ein Studium an der Fachhochschule für Verwaltung und Rechtspflege Berlin auf, das er 2003 als Diplom-Verwaltungswirt (FH) abschloss. Zwischenzeitlich machte er ein Praktikum beim Chicago Police Department.
Chris Schulenburg arbeitete von 2003 bis 2005 bei der Landesbereitschaftspolizei Braunschweig der Polizei Niedersachsen und von 2005 bis 2006 bei der Landesbereitschaftspolizei Magdeburg der Polizei Sachsen-Anhalt. Von 2006 bis 2008 übte er seinen Dienst beim Polizeirevier Stendal (Polizeidirektion Stendal) und von 2008 bis 2009 beim Polizeirevier Jerichower Land (Polizeidirektion Sachsen-Anhalt Nord) aus. Von 2009 bis 2011 war er beim Dezernat Einsatz in Magdeburg und bei der Zentrale Kriminalitätsbekämpfung in Stendal tätig. 2011 setzte er sein Studium an der Deutschen Hochschule der Polizei in Münster-Hiltrup fort, das er 2013 mit dem Abschluss als Master of Arts für öffentliche Verwaltung und Polizeimanagement beendete. Seit 2013 ist er Leiter des Reviereinsatzdienstes im Polizeirevier Stendal und gleichzeitig stellvertretender Leiter der Dienststelle.
Schulenburg trat 2002 in die CDU und die Junge Union ein. Seit 2017 ist er Kreisvorsitzender des CDU-Kreisverbandes Stendal.
Schulenburg wandte sich zunächst der Kommunalpolitik zu. Er ist Mitglied des Stadtrates in Sandau und Mitglied des Kreistages im Landkreis Stendal. Bei der Landtagswahl im März 2016 wurde er als Direktkandidat der CDU über den Wahlkreis 03 (Havelberg-Osterburg) als Abgeordneter in den Landtag von Sachsen-Anhalt gewählt. Das Direktmandat gewann er mit 40,1 % der Erststimmen. Bei der Landtagswahl im Juni 2021 verteidigte er mit einem Ergebnis von 26,7 % der Erststimmen das Direktmandat im Wahlkreis 03 (Havelberg-Osterburg). Seit April 2016 ist er innenpolitischer Sprecher der CDU-Fraktion im Landtag.
Chris Schulenburg lebt in Sandau.